# Шанвер
Шанвер (фр. Champvert) насеље је и општина у источном делу централне Француске у региону Бургоња, у департману Нијевр која припада префектури Невер.
По подацима из 2011. године у општини је живело 819 становника, а густина насељености је износила 17,76 становника/km². Општина се простире на површини од 46,12 km². Налази се на средњој надморској висини од 195 метара (максималној 282 m, а минималној 187 m).

## Демографија
| 1962. | 1968. | 1975. | 1982. | 1990. | 1999. | 2011. |
| ----- | ----- | ----- | ----- | ----- | ----- | ----- |
| 863   | 936   | 923   | 959   | 892   | 851   | 819   |

График промене броја становника у току последњих година